# دوري كرة القدم الغربي 1955–56
دوري كرة القدم الغربي 1955–56 (بالإنجليزية: 1955–56 Western Football League)‏ هو موسم من دوري كرة القدم الغربي ‏. فاز فيه Trowbridge Town F.C. ‏.